# Ryszard Romaniak
Ryszard Romaniak (ur. 29 listopada 1957) – polski żużlowiec.

## Kariera sportowa
Wychowanek klubu Stali Rzeszów. Jako zawodnik tego klubu startował w rozgrywkach z cyklu Drużynowych Mistrzostw Polski w latach 1976–1978 oraz 1980-1986. Największy sukces indywidualny to 10. miejsce w Mistrzostwach świata juniorów w 1978r.

## DMP - sezon zasadniczy najwyższej klasy rozgrywkowej
| Sezon | Klub         | Miejsce | Liga   | Średnia/bg | Średnia/mc | Pkt     | Bonusy | Razem    | Komplety    | Biegi | Mecze |
| ----- | ------------ | ------- | ------ | ---------- | ---------- | ------- | ------ | -------- | ----------- | ----- | ----- |
| 1982  | Stal Rzeszów | 7       | 1 Liga | 2,250      | 8,000      | 8 (85)  | 1      | 9 (86)   | 0           | 4     | 1     |
| 1983  | Stal Rzeszów | 7       | 1 Liga | 1,422 (51) | 5,267 (41) | 79 (41) | 12     | 91 (43)  | 1 - (1 pł.) | 64    | 15    |
| 1984  | Stal Rzeszów | 9       | 1 Liga | 1,077 (59) | 2,600 (59) | 26 (70) | 2      | 28 (73)  | 0           | 26    | 10    |
| 1985  | Stal Rzeszów | 7       | 1 Liga | 1,439 (46) | 4,231 (47) | 55 (50) | 4      | 59 (55)  | 0           | 41    | 13    |
| 1986  | Stal Rzeszów | 6       | 1 Liga | 1,700 (36) | 4,778 (37) | 86 (35) | 16     | 102 (35) | 0           | 60    | 18    |

W nawiasie miejsce w danej kategorii (śr/m oraz śr/b - przy założeniu, że zawodnik odjechał minimum 50% spotkań w danym sezonie)
- Indywidualne mistrzostwa świata juniorów na żużlu
  - 1978 - Lonigo - 10. miejsce - 6 pkt → wyniki
- Turniej o Srebrny Kask
  - 1977 - Ruda Śląska, Lublin - 10. miejsce - 12 pkt → wyniki
  - 1978 - Opole - 15. miejsce - 3 pkt → wyniki